# Simaethini
Simaethini è una tribù di ragni appartenente alla sottofamiglia Marpissinae della famiglia Salticidae dell'ordine Araneae della classe Arachnida.

## Distribuzione
I 13 generi oggi noti di questa tribù sono diffusi prevalentemente in Asia sudorientale e Australia; alcune specie sono state rinvenute anche in Asia orientale, in Oceania (Isole Tonga e Isole Caroline), e in alcune località dell'Africa (il genere Vatovia è endemico dell'Etiopia).

## Tassonomia
A dicembre 2010, gli aracnologi riconoscono 13 generi appartenenti a questa tribù:
- Heratemita Strand, 1932 — Filippine, Sumatra (2 specie)
- Iona Peckham & Peckham, 1886 — Isole Tonga (1 specie)
- Irura Peckham & Peckham, 1901 — Asia sudorientale, Cina (10 specie)
- Ligurra Simon, 1903 — dalla Malaysia all'Indonesia, Isole Caroline (3 specie)
- Opisthoncus L. Koch, 1880 — Australia, Nuova Guinea (33 specie)
- Phyaces Simon, 1902 — Sri Lanka (1 specie)
- Porius Thorell, 1892 — Nuova Guinea (2 specie)
- Simaetha Thorell, 1881 — Australasia, Africa (20 specie)
- Simaethula Simon, 1902 — Australia (7 specie)
- Stergusa Simon, 1889 — Sri Lanka, Nuova Caledonia (4 specie)
- Stertinius Simon, 1890 — Asia sudorientale, Giappone (12 specie)
- Uroballus Simon, 1902 — Sri Lanka, Vietnam (3 specie)
- Vatovia Caporiacco, 1940 — Etiopia (1 specie)